# Indolina
Indolina é um composto orgânico aromático heterocíclico. Possui uma estrutura bicíclica, consistindo de um anel benzênico de seis membros fundido a um anel contendo nitrogênio de cinco membros. O composto é baseado sobre a estrutura indol, mas a ligação 2-3 é saturada. Por oxidação/dehidrogenação pode ser convertido a indóis.

## Síntese
É obtida sinteticamente pela reação de borohidreto em meio ácido, com a redução de indol.